# Fedele Fedeli
Fedele Fedeli (Rosignano Marittimo, 23 agosto 1812 – Pisa, 5 marzo 1888) è stato un medico italiano, clinico medico all'Università di Pisa, studiò per la prima volta le proprietà terapeutiche delle acque di Montecatini; nominato senatore del Regno d'Italia.